# Línea Ginza
La Línea Ginza (銀座線 Ginza-sen?) es una línea del Metro de Tokio. Tiene 14.3 km de longitud y da servicio a los distritos de Shibuya, Minato, Chūō, Chiyoda, y Taitō. En los mapas, diagramas y letreros es la línea cirgular de color naranja, y las estaciones con su parada son marcadas con un número y la letra G.

## Historia

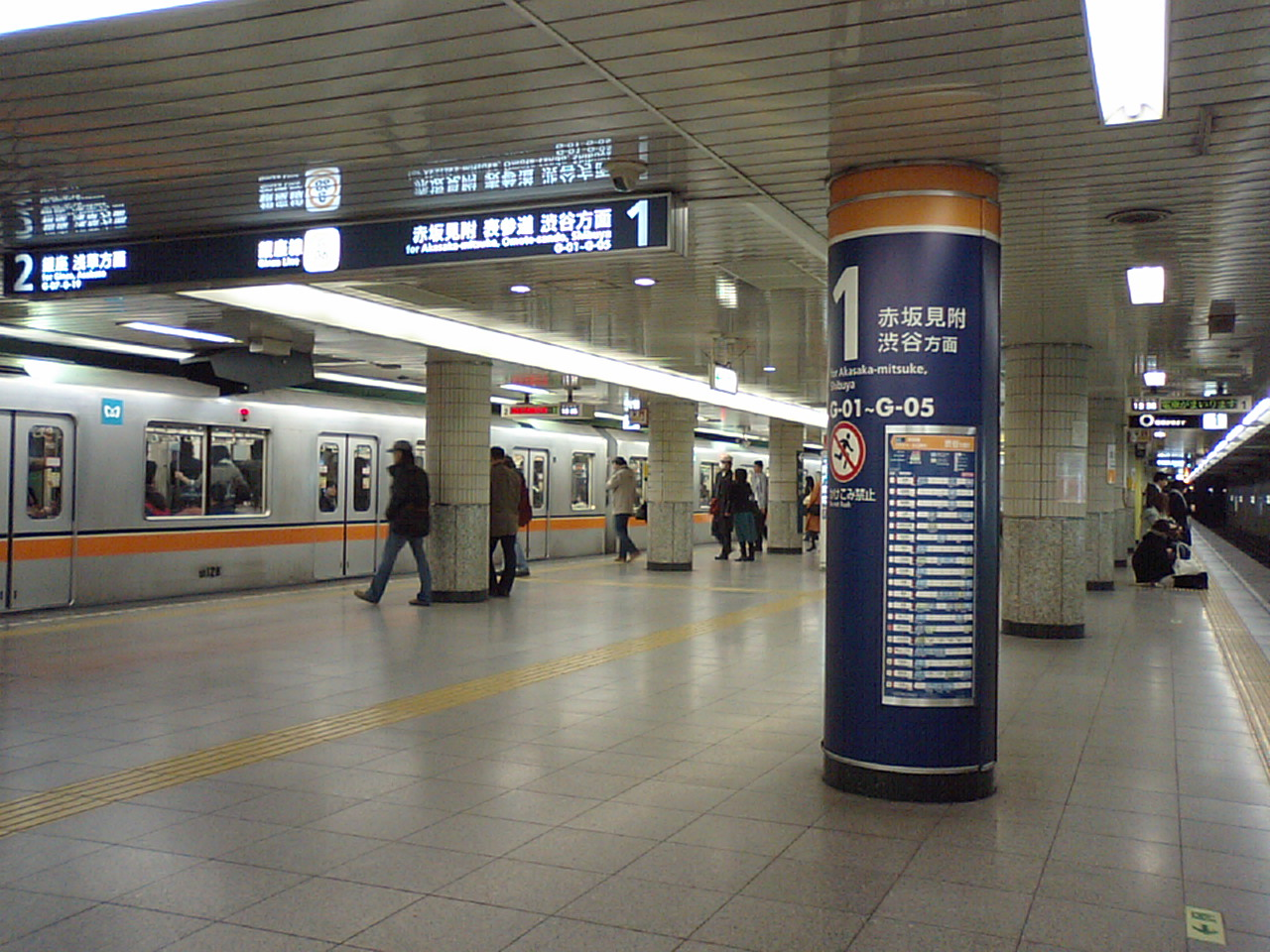
Vista de la estación Tameike-Sannō de la línea Ginza.

La Línea Ginza comenzó como la creación de un hombre de negocios llamado Noritsugu Hayakawa, que tras visitar Londres en 1914, y observar el Metro de Londres, concluyó que Tokio necesitaba su propio ferrocarril subterráneo. Así fundó en Tokio la Compañía de ferrocarriles subterráneos (東京地下鉄道 ,Tōkyō Chika Tetsudō) en 1920, comenzando la construcción en 1925. 
La parte entre Ueno y Asakusa fue completada el 30 de diciembre de 1927 y hecha pública como "el primer ferrocarril subterráneo en el Oriente". Realmente era el primer ferrocarril totalmente subterráneo en el Este de Asia. Cuando fue abierta, la línea era tan popular que un pasajero a menudo tuvo que esperar más de dos horas para subir un tren para un viaje de cinco minutos.
El 1 de enero de 1930, el metro fue ampliado en 1.7 kilómetros a la Estación temporal Manseibashi, abandonada el 21 de noviembre de 1931 cuando el metro alcanzó Kanda, 500 metros más lejos al sur de la línea. La crisis económica resultado del Terremoto del Gran Kanto de 1923 redujo la velocidad de la construcción, pero la línea finalmente alcanzó su término al principio planificado de Shinbashi el 21 de junio de 1934.
En 1938 nació el Ferrocarril Rápido de Tokio (東京高速鉄道 Tōkyō Kōsoku Tetsudō?), la precursora de la Corporación Tokyu de hoy, comenzando con el servicio entre Shibuya y Toranomon, más tarde ampliado a Shinbashi en 1939. Las dos líneas comenzaron la interoperación por servicio en 1939 y formalmente fueron combinadas como la Autoridad de Tránsito rápido Teito ("Eidan el Metro" o "TRTA") en julio de 1941.
El nombre "Línea Ginza" fue aplicado en 1953 para distinguirla de la nueva Línea Marunouchi. En el auge económico de la posguerra, la Línea Ginza se hizo cada vez más atestada. La nueva Línea Hanzōmon comenzó a relevar el tráfico de la Línea Ginza en los años 1980. Sin embargo, la Línea Ginza todavía es una de las más atestadas de Tokio, al ser sus trenes de solo seis vagones. Es este un problema compartido con la ya nombrada Línea Marunouchi.
La estación Tameike-Sannō abrió en 1997 para proporcionar una conexión a la nueva Línea Namboku.

## Estaciones
| Código | Estación        | Japonés    | Longitud (km)    | Longitud (km) | Transferencias | Barrio  |
| Código | Estación        | Japonés    | Entre estaciones | Total         | Transferencias | Barrio  |
| ------ | --------------- | ---------- | ---------------- | ------------- | --- | ------- |
| G-01   | Shibuya         | 渋谷       | -                | 0,0           | - Línea Hanzōmon (Z-01) - Línea Fukutoshin (F-16) - Línea Yamanote - Línea Saikyō - Línea Shōnan-Shinjuku - Línea Den-en-toshi - Línea Tōkyū Tōyoko - Línea Inokashira                                                                             | Shibuya |
| G-02   | Omotesandō      | 表参道     | 1,3              | 1,3           | - Línea Chiyoda (C-04) - Línea Hanzōmon (Z-02) | Minato  |
| G-03   | Gaiemmae        | 外苑前     | 0,7              | 2,0           | | Minato  |
| G-04   | Aoyama-Itchōme  | 青山一丁目 | 0,7              | 2,7           | Línea Hanzōmon (Z-03) Línea Toei Ōedo (E-24) | Minato  |
| G-05   | Akasaka-Mitsuke | 赤坂見附   | 1,3              | 4,0           | - Línea Marunouchi (M-13) - Línea Yurakuchō (Nagatachō: Y-16) - Línea Hanzōmon (Nagatachō: Z-04) - Línea Namboku (Nagatachō: N-07) | Minato  |
| G-06   | Tameike-Sannō   | 溜池山王   | 0,9              | 4,9           | - Línea Namboku (N-06) - Línea Marunouchi (Kokkai-gijidōmae: M-14) - Línea Chiyoda (Kokkai-gijidōmae: C-07) | Chiyoda |
| G-07   | Toranomon       | 虎ノ門     | 0,6              | 5,5           | | Minato  |
| G-08   | Shimbashi       | 新橋       | 0,8              | 6,3           | - Línea Toei Asakusa (A-10) - Línea Yamanote - Línea Keihin-Tōhoku - Línea Tōkaido - Línea Yokosuka - Yurikamome | Minato  |
| G-09   | Ginza           | 銀座       | 0,9              | 7,2           | - Línea Hibiya (H-08) - Línea Marunouchi (M-16) | Chūō    |
| G-10   | Kyōbashi        | 京橋       | 0,7              | 7,9           | | Chūō    |
| G-11   | Nihombashi      | 日本橋     | 0,7              | 8,6           | Línea Tōzai (T-10) Línea Toei Asakusa (A-13) | Chūō    |
| G-12   | Mitsukoshimae   | 三越前     | 0,6              | 9,2           | Línea Hanzōmon (Z-09) Línea Sōbu (Rápida) (Shin-Nihombashi) | Chūō    |
| G-13   | Kanda           | 神田       | 0,7              | 9,9           | - Línea Chūō (Rápida) - Línea Keihin-Tōhoku - Línea Yamanote | Chiyoda |
| G-14   | Suehirochō      | 末広町     | 1,1              | 11,0          | | Chiyoda |
| G-15   | Ueno-Hirokōji   | 上野広小路 | 0,6              | 11,6          | Línea Hibiya (Naka-okachimachi: H-16) Línea Toei Ōedo (Ueno-okachimachi: E-09) | Taitō   |
| G-16   | Ueno            | 上野       | 0,5              | 12,1          | - Línea Hibiya (H-17) - Tohoku Shinkansen - Akita Shinkansen - Yamagata Shinkansen - Joetsu Shinkansen - Hokuriku Shinkansen - Línea Keihin-Tōhoku - Línea Yamanote - Línea Joban - Línea Takasaki - Línea Utsunomiya - Línea Keisei (Keisei-Ueno) | Taitō   |
| G-17   | Inarichō        | 稲荷町     | 0,7              | 12,8          | | Taitō   |
| G-18   | Tawaramachi     | 田原町     | 0,7              | 13,5          | Tsukuba Express (Asakusa) | Taitō   |
| G-19   | Asakusa         | 浅草       | 0,8              | 14,3          | Línea Toei Asakusa (A-18) Línea Skytree Tsukuba Express | Taitō   |

1. ↑  No hay transferencias directas entre las líneas Ginza y Hanzōmon en la Estación de Shibuya; una transferencia directa entre las dos líneas es disponible en la estación Omotesandō.
2. ↑  No hay transferencias directas entre este estación y la estación que sirve la línea Tsukuba Express.